# Ugo Fantozzi
Ugo Fantozzi je literární a filmová postava, kterou vymyslel, uvedl do literatury a na filmovém plátně také ztvárnil italský herec a spisovatel Paolo Villaggio. Postavu Villagio stvořil v roce 1968 v televizním pořadu Quelli della domenica. Poté jí dal roku 1971 literární podobu a v roce 1975 filmovou. Úspěch první knihy i prvního filmu vedl k tomu, že se Fantozzi objevil ještě v devíti filmových a sedmi knižních pokračováních. Fantozzi je účetní, věčný smolař, jehož život je zobrazován s extravagantní nadsázkou. Karikuje přitom zvyky a obyčeje italské nižší střední třídy. Fantozzi má nepříliš pohlednou, leč oddanou manželku jménem Pina a dceru Mariangelu, která je tak ošklivá, že si ji všichni pletou s opicí. Pracuje ve firmě, která je zvána v knihách i filmu jen jako Mega-společnost (Megaditta). V práci prožívá Fantozzi řadu příkoří, jimž se snaží čelit a uchovat si důstojnost, byť neopouští servilní postoj, podobně jako ostatní zaměstnanci, jako jsou krátkozraký účetní Silvio Filini nebo úřednice Silvaniová, Fantozziho tajná láska. Fantozziho dobrodružství a neštěstí se často odehrávají v nejmenovaném italském městě, pravděpodobně inspirované Římem a Milánem (obvykle se natáčelo v Římě). Velmi specifická je užitá italština, její specifika však při českém dabingu byla pominuta. Komika filmů je někdy označována za extrémní až surreálnou.

## Filmy o Fantozzim
- 1975: Zrození pana účetního (Fantozzi)
- 1976: Nesnáze pana účetního (Il secondo tragico Fantozzi)
- 1980: Maléry pana účetního (Fantozzi contro tutti)
- 1983: Maléry pana účetního 2 (Fantozzi subisce ancora)
- 1986: Superúčetní (Superfantozzi)
- 1988: Pan účetní jde do důchodu (Fantozzi va in pensione)
- 1990: Pan účetní se nevzdává (Fantozzi alla riscossa)
- 1993: Pan účetní jde do ráje (Fantozzi in paradiso)
- 1996: Návrat pana účetního (Fantozzi - Il ritorno)
- 1999: Pan účetní opět zasahuje (Fantozzi 2000 - La clonazione)

## Knihy o Fantozzim
- 1971: Fantozzi
- 1974: Il secondo tragico libro di Fantozzi.
- 1976: Le lettere di Fantozzi
- 1979: Fantozzi contro tutti
- 1983: Fantozzi subisce ancora
- 1993: Caro direttore, ci scrivo... : lettere del tragico ragioniere, raccolte da Paolo Villaggio
- 1994: Fantozzi saluta e se ne va: le ultime lettere del rag. Ugo Fantozzi
- 2012: Tragica vita del ragionier Fantozzi